# 夏洛特·迪瑪頓斯
夏洛特·迪瑪頓斯（Charlotte Dematons，1957年9月21日—）是一名出生於法國的荷蘭女性繪本作家。

## 簡介
夏洛特·迪瑪頓斯於1957年9月21日出生於法國埃夫勒。她的父親是比利時人、母親是荷蘭人，這樣的背景使她擁有荷、法雙語的能力；在法國就讀高中後，夏洛特前往阿姆斯特丹就讀荷蘭皇家藝術學院，並於1982年畢業，隨後定居荷蘭。1985年，她出版了自己的第一本圖畫書《狄多》。2006年獲得荷蘭銀筆獎，2008年則以作品《聖尼古拉節》獲得金筆獎。2012年9月，迪瑪頓斯完成了她最新的圖畫書《荷蘭》，以三年時間創作，描繪了荷蘭四季的風景與各地特色，2013年該作品被《紐約時報》評為年度10大最佳兒童繪本。
迪瑪頓斯的作品特色是具有童話般的氛圍，並且擅於描繪細膩的細節。

## 作品
- 《狄多》 Dido (1985)
- 《灰姑娘在哪裡？》 Waar is Assepoester? (1996)
- 《你要來嗎》 Ga je mee (2000)
- 《提琴手》 Tobber (2002)
- 《黃氣球》 De gele ballon (2003)
- 《聖尼古拉》 Sinterklaas (2007)
- 《自行車》 Fiets (2008)
- 《荷蘭》[a] Nederland (2013)
- 《荷蘭的一千個故事》 Duizend dingen over Nederland (2013)，與傑西·古森斯（Jesse Goossens）合著，為《荷蘭》一書的導覽作品[4]。
- 《荷蘭最好》 Holland op z'n mooist (2015)
- 《字母》 Alfabet (2020)

## 註腳
1. ↑  臺灣繁體中文版書名為《荷蘭：每個角落都有故事》

## 外部連結
- 作者官方網站 （页面存档备份，存于） （荷兰文）
- 於rkd.nl上的資料頁面 （页面存档备份，存于） （荷兰文）